# Elias Canneman (politicus)
Elias Canneman, heer van de Mijle (Amsterdam, 25 januari 1777 – Oosterbeek, 6 oktober 1861) was een Nederlands econoom, politicus, minister van Financiën en Tweede Kamerlid. 

## Loopbaan
Canneman begon zijn loopbaan in 1795 als adjunct-secretaris bij de net opgerichte Generale Beleenbank van het Volk van Holland, en was daarna van 1798 tot 1801 chef van het bureau expeditie van de agent voor Financiën der Bataafse Republiek; vervolgens hoofd van de thesaurie met de titel griffier, secretaris (1805-1806) resp. secretaris-generaal van Financiën (1806-1810). Van 1810 tot eind 1811 secretaris-generaal van de intendance van Financiën. Daarna was hij directeur der Directe Belastingen van het departement van de Monden van de Maas (1812-1813).
In november 1813 was hij behulpzaam aan het Voorlopig Bewind onder G.K. van Hogendorp. Als Commissaris-Generaal van Financiën (in feite Minister van Financiën) fungeerde hij van 29 november 1813 tot 6 april 1814, toen hij door Willem I als lid van de Raad van State werd benoemd.
Van 1814 tot 1819 verbleef hij in opdracht van Willem I te Parijs om als staatsraad in buitengewone dienst als Commissaris-Generaal te worden belast met de liquidatie van de schuld van Frankrijk. De onderhandelingen resulteerden in een op 25 april 1818 door de geallieerden met de Fransen gesloten akkoord. Vanaf 12 december 1815 tot 18 oktober 1819 was hij lid van de Tweede Kamer der Staten-Generaal voor de provincie Holland. Van 1830 tot 1851 was Canneman lid van de stedelijke raad van 's-Gravenhage.

## Nevenfuncties
Regeringscommissaris bij de Maatschappij van Weldadigheid in 1833; Commissaris des Konings bij de Nederlandsche Handelmaatschappij van 1836 tot 1853, Voorzitter Nederlandsche Stoombootmaatschappij. In 1839 werd hem door Willem I het lidmaatschap opgedragen van de Staatscommissie onderzoek der ten gevolge van de scheiding met België nodig geworden verevening. In 1847 werd hij voorzitter van het Bijbelgenootschap en in 1849 vicepresident van het Genootschap tot Godsdienstig Onderwijs onder de slaven in Suriname.

## 's Lands financiën in de Bataafse-Franse tijd
Vanaf 1798 is Canneman onafgebroken tot 1813 werkzaam geweest op het Ministerie van Financiën onder de verschillende regimes, waar hij opklom tot hoogste ambtenaar. In de periode 1799 tot 1813 onderhield Canneman intensieve contacten met Isaac Jan Alexander Gogel. Dit resulteerde in een uitgebreide correspondentie van 371 brieven, die in 2009 werden bewerkt en uitgegeven. Het handelen van de beide scribenten werd in hoge mate bepaald door de unitarische denkbeelden, die zij zich als patriotten hadden eigen gemaakt.

## Omwenteling 1813
Bij de omwenteling van november 1813 speelde Canneman een rol. Als Directeur der Belastingen vreesde hij door het massale vertrek van Franse ambtenaren een bestuursvacuüm. Op 21 november 1813 bood hij zijn diensten aan G.K. van Hogendorp, die zich daarna zette aan het hoofd van het door hem zelf uitgeroepen Algemeen Bestuur voor onafhankelijkheid en herstel van het Huis van Oranje. Canneman stelde een proclamatie op, die het Nederlandse ambtenaren mogelijk maakte hun loyaliteit aan de Franse keizer Napoleon op te geven. De proclamatie begon met de zin: "Het oogenblik is gebooren, waarop wij ons nationaal bestaan hernemen". Het Algemeen Bestuur, waarin mr. Anton Reinhard Falck als secretaris fungeerde, benoemde Canneman direct op 29 november 1813 als Commissaris-Generaal (Minister) van Financiën. Hij zou dit overigens minder dan een half jaar blijven.

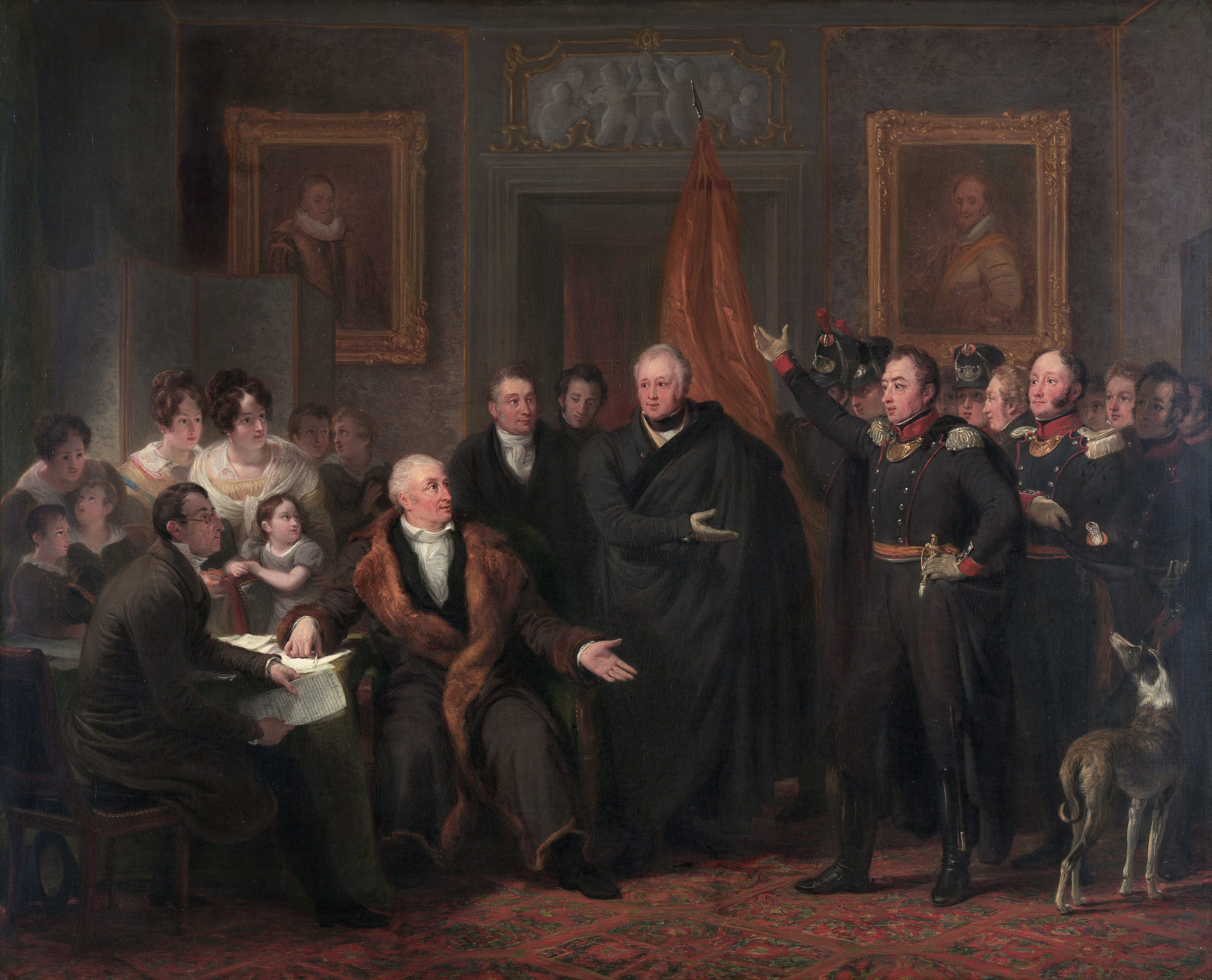
J.W.Pieneman: De aanvaarding van het Hoog Bewind, Canneman zittend links aan tafel

## Ontwerp Grondwet
Na het uitbreken van de Belgische Revolutie droeg Willem I hem in het geheim op om samen met M. Piepers en H. van Royen een ontwerp voor een Grondwetsherziening op te stellen. Dit ontwerp werd echter door Willem I en minister Van Maanen afgekeurd. Het plan verdween voor honderd jaar in het geheime archief van de Koning, waarna het in 1931 door J.Z. Kannegieter gepubliceerd werd. Wel werden de ideeën 16 jaar later toegepast bij de nieuwe Grondwet van 1848 van Thorbecke.

## Trivia

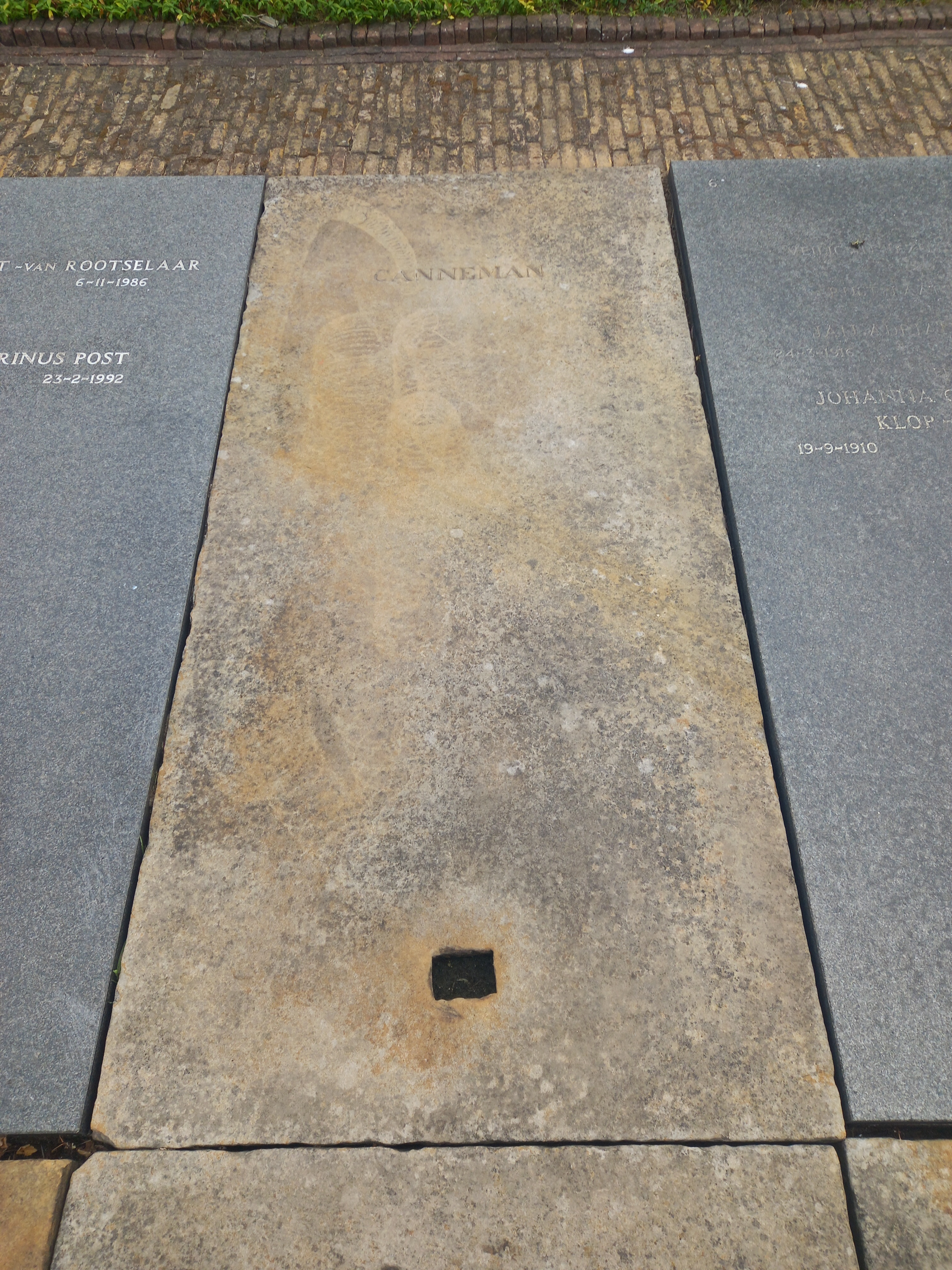
Het graf van Elias Canneman op begraafplaatsTer Navolging (Scheveningen)

- Elias Canneman staat vermeld op het gedenkteken op Plein 1813 te Den Haag en is afgebeeld op het schilderij van Jan Willem Pieneman, getiteld: De aanvaarding van het Hoog Bewind door het Driemanschap in naam van de prins van Oranje, 21 november 1813, dat zich bevindt in het Rijksmuseum te Amsterdam.
- Canneman bezat de heerlijkheid de Mijle op het eiland van Dordrecht. Omstreeks 1850 werd achter de Wieldrechtse Zeedijk ten zuiden van Dordrecht de Cannemanspolder op de Biesbosch ingepolderd. Er bestaat sinds 2013 een "Cannemanspad" dat door de polder en de Biesbosch loopt en naar hem vernoemd is daar hij grond bezat in de polders van Dordrecht.
- Er bestaat in twee gemeenten een Cannemanstraat, namelijk in Rotterdam en Oss.
- Het buitenhuis Hartestein te Oosterbeek, waar Canneman in 1861 overleed was zijn zomerverblijf. Hier is thans het Airborne Museum in gevestigd.
- Hij werd begraven te Den Haag, begraafplaats Ter Navolging op 11 oktober 1861.

## Archieven
- Nationaal Archief, Den Haag; collectie Canneman, 2.01.005.30: aanwinsten 1904, en 2.01.005.03: aanwinsten 1930.
- Familiearchief Canneman, inventaris door E.W. Canneman